# Doris Golpashin

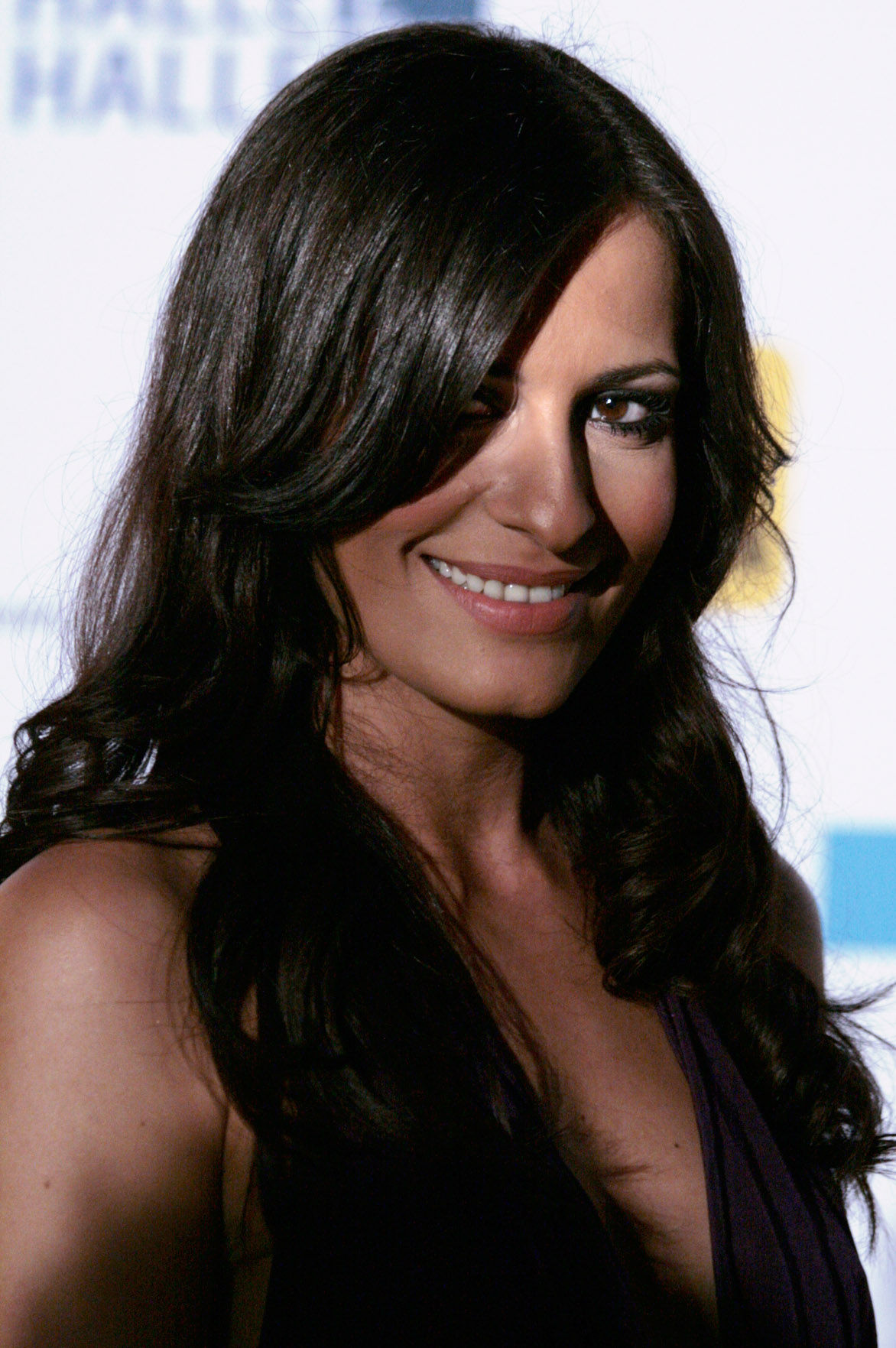
Doris Golpashin (2009)

Doris Golpashin (* 17. August 1980 in Grieskirchen, Oberösterreich) ist eine österreichische Fernsehmoderatorin, Schauspielerin und Radiomoderatorin.

## Leben
Doris Golpashin (gesprochen Golpaschin, persisch گلپاشین, DMG Golpāšīn) ist Tochter eines Iraners († 2011) und einer Österreicherin mit iranischen Wurzeln, ihre jüngere Schwester Daniela ist ebenfalls Schauspielerin. Ihre Eltern sind geschieden und sie wuchs mit ihrer Mutter und ihrer Schwester im 7. Wiener Gemeindebezirk Neubau auf.
Im Alter von 17 Jahren begann Golpashin 1998 als jüngste Moderatorin Österreichs ihre Karriere beim privaten Radiosender Radio 88.6 (1998–2000 Ich hab dich lieb). Nach einer Schauspielausbildung war sie für kurze Zeit im Ensemble am Theater an der Wien in Anatevka mit Karl Merkatz 1996 zu sehen. Sie absolvierte ein Drehbuch-Regiestudium an der Filmschule Wien. Danach war sie Radiomoderatorin bei 92.9 HITFM, bis sie der ORF für die ORF 1 Primetime, ORF 1 Movietime und beim Hitradio Ö3 unter Vertrag nahm. Dort moderierte sie von 2001 bis 2003 die Sendungen Club Ö3, Saturday Night Fever und Liebe usw.
Als TV-Schauspielerin stand sie das erste Mal für Kommissar Rex vor der Kamera. 2003 wechselte sie zum österreichischen TV-Privatsender ATV+ in das Fach Comedy. Hier war sie für Das Letzte der Woche verantwortlich. Im Wiener Gloria-Theater spielte Golpashin an der Seite von Gerald Pichowetz in den Stücken Boeing-Boeing und Oscar. Für die Österreich-Version von RTL II, MTV und VIVA moderierte sie wöchentlich die Kronehit Charts.
Im Jänner (österreichisch und regional für Januar) 2009 startete sie beim österreichischen TV-Privatsender Puls 4 mit der täglichen Society-Sendung PINK!. Jeden Mittwochabend moderierte Golpashin zusätzlich die Live-Talkshow VIP Club auf PULS 4, wo sie mit prominenten Gästen die Ereignisse der Woche diskutierte. Im März 2010 läutete Golpashin den Countdown zur Expo 2010 in Shanghai ein. Danach war sie in der Comedy-Sendung Was genießt Deutschland im April 2010 zu sehen.
Vom 24. September 2010 bis zum 28. Jänner 2011 moderierte Golpashin die Castingshow Helden von morgen. Am 15. März 2011 wechselte sie zum ORF, um das Magazin Direkt zu präsentieren. Am 16. April 2011 moderierte sie die Fernsehübertragung der Romy-Verleihung. Dabei war sie selbst in der Kategorie Beste Showmoderatorin nominiert. Am 21. Mai 2011 moderierte Golpashin an der Seite von Marco Schreyl den Wiener Life Ball. Im Herbst 2011 präsentierte sie die Talentshow Die große Chance. Von August 2011 bis ins Jahr 2014 war sie als Backstagemoderatorin in den ersten vier Staffeln von The Voice of Germany für ProSieben und Sat.1 im Einsatz. 2017 war sie gemeinsam mit DJ Ötzi und Alex Kristan Kandidatin in der Quizshow Spiel für dein Land.
Seit Oktober 2019 ist sie als Flughafenchefin Sabine beim Streamingdienst Joyn in der Comedy-Serie Check Check zu sehen.
Im Jahr 2012 wurde bekannt, dass Golpashin mit dem Moderator und Schauspieler Klaas Heufer-Umlauf liiert ist. Im April 2013 wurde das erste Kind des Paares geboren; 2018 folgte das zweite. Gemeinsam leben sie in Brandenburg.

## Filmografie
- 2004: Kommissar Rex (Fernsehserie, Folge Nina um Mitternacht)
- 2007: Free Rainer – Dein Fernseher lügt
- 2008: Erika und Otto – Liebe für Fortgeschrittene – Regie: Walter Bannert
- 2008: Falco – Verdammt, wir leben noch! – Regie: Thomas Roth
- 2008: Funkytown (Pilot – Hauptrolle)
- 2009: SOKO Donau (Fernsehserie, Folge Verrat)
- 2009: ZDF – Was genießt Deutschland – Regie: Thorsten Sievert
- 2010: Live is Life – Die Spätzünder – Regie: Wolfgang Murnberger
- 2010: Jud Süß – Film ohne Gewissen – Regie: Oskar Roehler
- 2013: Eine unbeliebte Frau – Regie Thomas Roth
- 2013: Die Detektive
- 2018: Vorstadtweiber (Fernsehserie, 3. Staffel)
- 2019–2021: Check Check (Fernsehserie)
- 2023: Hammerharte Jungs
- 2023: Bettys Diagnose (Fernsehserie, Folge Wahrheit oder Täuschung)
- 2023: German Genius (Fernsehserie)

## Fernsehmoderationen
- 2000–2003: ORF 1 – Movietime (ORF 1)
- 2003–2005: Das Letzte der Woche (News Comedy), Österreich sucht den Comedystar (ATV)
- 2005–2007: Skip TV, Kronehit Charts & Music ’n More (RTL II, MTV, VIVA Österreich)
- 2009–2010: PINK!, Austria’s Next Topmodel, PINK! Backstage, Austria’s Next Topmodel Backstage – Das Finale, Livetalkshow VIP CLUB (Puls 4)
- 2009–2010: PINK! Weekend (ProSieben, Sat.1 Österreich)
- 2009: Expo Konzerteröffnung Shanghai mit Jose Carreras (China TV, Phoenix)
- 2010–2011: Helden von morgen, Live (ORF 1)
- 2011: Direkt – das Magazin (ORF 1)[10]
- 2011: Romyverleihung 2011, Live – (ORF 1)
- 2011: Lifeball 2011 mit Marco Schreyl, Live – (3sat, ORF 1)
- 2011–2012: Die große Chance (ORF 1)
- 2011–2014: The Voice of Germany (ProSieben, Sat.1)
- 2015: red! Stars, Lifestyle & More, Live (Vertretung; ProSieben)

## Radio
- 1998–2000: Radio 88.6 Ich hab Dich lieb (Sonntag – Donnerstag 18:00 – 24:00 Uhr)
- 2000: 92.9 HITFM – Chatgeflüster mit Doris G.
- 2001–2003: Hitradio Ö3 – Club Ö3, Saturday Night Fever, Liebe usw.
- 2005–2008: KRONEHIT – Wir sind die meiste Musik!

## Theater
- 1996: Anatevka – Theater an der Wien – Ensemble
- 2002: Oscar – Gloria-Theater – Rolle: Babette
- 2003: Oscar – Waldviertler Hoftheater – Rolle: Babette
- 2004: Boeing Boeing – Gloria-Theater – Rolle: Janet

## Musik
Im April 2010 erschien ihre erste Single Sempre Sempre. Den Nummer-eins-Hit hat sie gemeinsam mit Originalsänger Al Bano – auf Grund einer verlorenen Wette, die bei einem TV-Interview stattgefunden hat – neu aufgenommen.

## Sonstiges
- Für ihre Rolle als Chou Chou in Thomas Roths Kinofilm Falco – Verdammt wir leben noch! wurde Golpashin 2008 als beste Nebendarstellerin für den Kinopreis Undine nominiert, 2009 folgte eine Nominierung für den Fernsehpreis Romy als beste TV-Moderatorin.
- 2010 wurde sie als beliebteste Talk und Show Entertainerin für die Romy nominiert.
- In der Serie Check Check spielt sie an der Seite ihres Lebensgefährten Klaas Heufer-Umlauf, dieser ist zudem einer von drei Produzenten der Serie.